# Lovefest
Das Lovefest ist ein Musikfestival mit dem Schwerpunkt Elektronische Tanzmusik, welches jährlich im August im Kurort Vrnjačka Banja, Serbien stattfindet.
Das Festival wurde 2007 erstmals als The Love Festival abgehalten. Die über 8000 Zuschauer konnten nationale und internationale DJ-Acts an drei Tagen erleben, die Headliner waren Darkwood Dub und Sars. Die nächsten Jahre wurde das Festival mit fünf Bühnen und weiteren Aktionsflächen wesentlich vergrößert. 2017 hat man etwa 100.000 Besucher erreicht.

## Künstler (Auswahl)
Maceo Plex, Jeff Mills, Eric Prydz, Loco Dice, Carl Craig, Chris Liebing, Seth Troxler, Len Faki, Booka Shade, Blake Baxter, Sven Väth, Ben Klock, Pan-Pot uvm.